# Moe Baby Blues
Moe Baby Blues ist die 22. Folge der 14. Staffel der Serie Die Simpsons. Hank Azaria gewann durch diese Episode im Jahr 2003 den Emmy in der Kategorie Voice-Over Performance.

## Inhalt
Der depressive Barkeeper Moe Szysklak will sich umbringen. Als er vor der Brücke steht und springen will, fliegt ihm das Baby Maggie Simpson in die Arme. Sie wurde gerade aus dem Auto geschleudert. Die Familie Simpson ist Moe unendlich dankbar und Marge engagiert ihn als Babysitter. Moe erzählt ihr unter anderem eine Mafia-Geschichte. Für das Kleinkind macht das viel Spaß, doch für Homer, den Familienvater, wird das zu viel. Maggie sieht in Moe den Vater und nicht in Homer. Außerdem kümmert sich der Babysitter um sie viel besser als die leiblichen Eltern. Marge und Homer wollen nicht mehr, dass er auf sie aufpasst. In einer Nacht versammelt sich die Mafia im Garten der Simpsons. Maggie erinnern diese Leute an die Geschichte, die Moe erzählte und folgt ihnen. Homer und Marge merken, dass Maggie verschwunden ist und denken, dass sie von ihrem ehemaligen Babysitter gekidnappt wurde. Doch als Moe davon erfährt, will er helfen Maggie zu suchen. Er riskiert sein Leben, indem er sie aus einem italienischen Restaurant holt, in welchem mehrere Mafiosi sich gegenseitig erschießen wollen. Moe überlebt und die Simpsons danken ihm, indem er wieder auf Maggie aufpassen darf.

## Kritik
Emily VanDerWerff auf der Website The AV Club hält diese Episode für eine der wenigen durchweg lustigen Episoden der Nuller Jahre.